# Mike Fokoroni
Mike Fokoroni (10 gennaio 1977) è un maratoneta zimbabwese.
Maratoneta di discreto livello, vanta un record personale sulla distanza di 2:13:17 ottenuto alla maratona delle Olimpiadi di Pechino il 24 agosto 2008, piazzandosi all'11º posto.
Un altro discreto piazzamento lo aveva ottenuto l'anno prima, il 25 agosto 2007, piazzandosi 16º ai Campionati mondiali di Osaka.

## Palmarès
| Anno | Manifestazione  | Sede    | Evento   | Risultato | Prestazione | Note |
| ---- | --------------- | ------- | -------- | --------- | ----------- | ---- |
| 2007 | Mondiali        | Osaka   | Maratona | 16º       | 2h21'52"    |      |
| 2008 | Giochi olimpici | Pechino | Maratona | 11º       | 2h13'17"    |      |

## Altre competizioni internazionali
2007
- Oro alla Podgorica International Marathon ( Podgorica) - 2h19'08"
- Bronzo alla Pyongyang International Marathon ( Pyongyang) - 2h14'01"

2008
- 5º alla Pyongyang International Marathon ( Pyongyang) - 2h15'26"
- 12º alla Dublin Marathon ( Dublino) - 2h19'45"

2009
- Bronzo alla Cape Town Nedbank Marathon ( Città del Capo) - 2h115'12"
- 4º alla Podgorica International Marathon ( Podgorica) - 2h19'57"

2010
- 10º alla Dublin Marathon ( Dublino) - 2h15'45"

2011
- 8º alla Harare Sunshine City Marathon ( Harare) - 2h21'55"

2012
- Bronzo alla Cape Town Nedbank Marathon ( Città del Capo) - 2h21'04"

2015
- Argento alla Soweto Marathon ( Soweto) - 2h24'12"

2016
- Oro alla Two Oceans Marathon, 56 km ( Città del Capo) - 3h13'33"